# Fugletårn
Fugletårne er tårne hvorfra fugle kan observeres, som typisk er opsat ved gode fuglelokaliteter.
Fugletårne er opsat således at man får et godt overblik over stedets område og fuglelivet. Der er som regel opsat informationstavler med oplysninger om stedet og dets fugleliv inde i tårnene. Tårnene er åbne døgnet rundt.

## Reference
1. ↑  www.naturparkrandersfjord.dk hentet 1. maj 2024
2. ↑  www.randers.dk hentet 1. maj 2024